# 옆구리와 허벅지
《옆구리와 허벅지》는 2007년 1월 13일에 MBC에서 방영한 베스트극장이다.

## 등장 인물

### 주요 인물
- 이상우 : 이준호(30대 중반) 역 - 작가
- 유혜정 : 김경미(30대 중반) 역
- 박유선 : 이솔(7세) 역 - 준호와 경미의 딸
- 방은희 : 홍은희(30대 중반) 역

### 그 외 인물
- 이미지
- 이인철
- 남포동
- 이승형
- 윤희주
- 최범호
- 최재형
- 반야성
- 유재익